# خس الكرفس

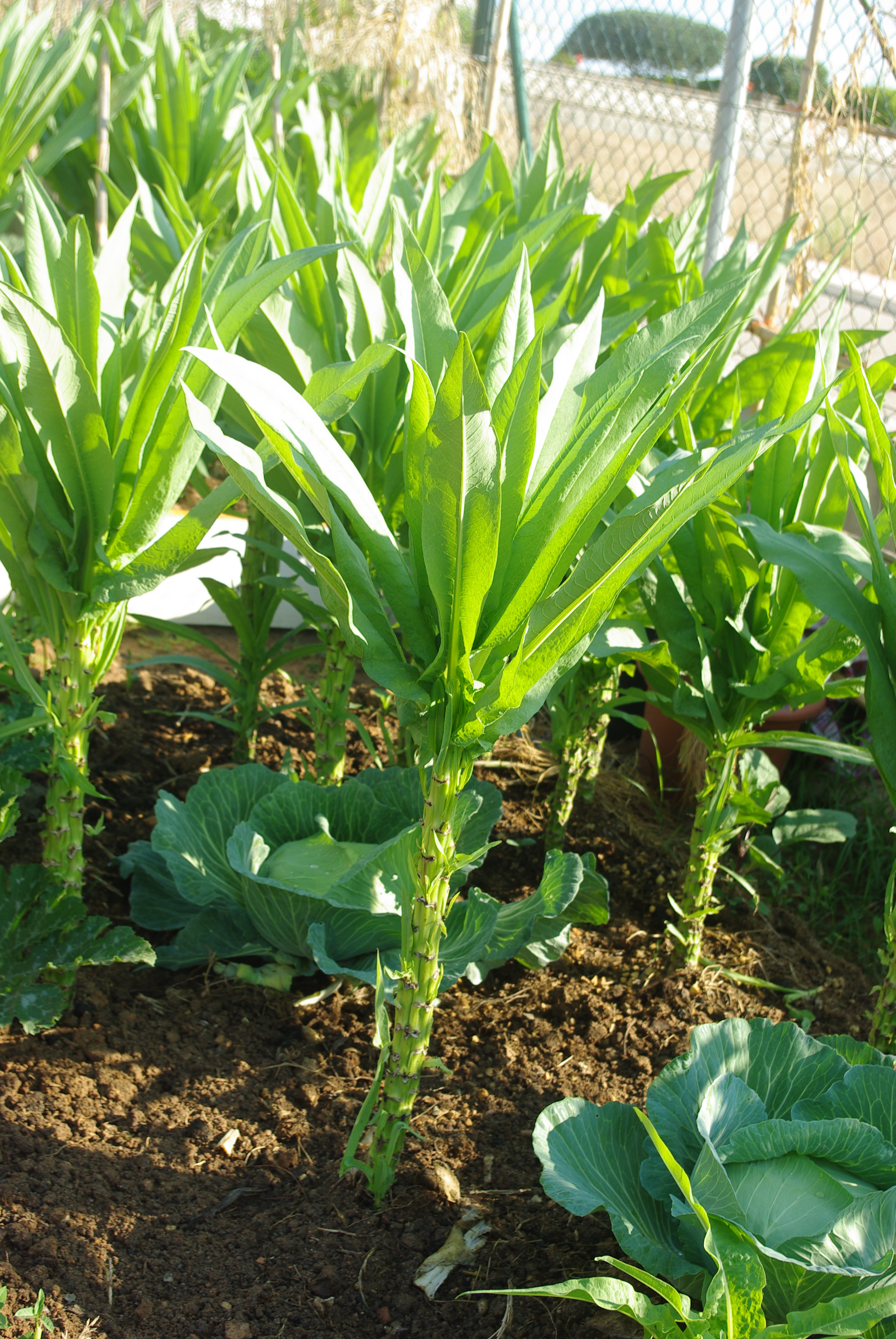

خس الكرفس (الاسم العلمي الخس المزروع وهو ضرب من الأسباراجين (asparagina) أو أوجاستانا (augustana) أو أنجوستاتا (augustana))، ويسمى أيضًا الخس الجذعي أو خص الكرفس أو خص الهليون أو الخس الصيني، في الأبجدية الصوتية الدولية (IPA) (في المملكة المتحدة والولايات المتحدة) ‎/ˈsɛlt.əs/‏، هو نوع من نبات الخس يتم زراعته بشكل رئيسي للحصول ساقه السميكة، ويتم استخدامه كنوعٍ من أنواع الخضار. وهو يعد شائعًا بشكلٍ خاص في الصين، ويسمى (wosun) ((بالصينية: 莴笋; البينيين: wōsŭn)) أو (woju) ((بالصينية: 莴苣; البينيين: wōjù)) (على الرغم من أن الاسم الثاني يمكن استخدامه أيضًا للإشارة إلى الخس بصفة عامة).
وعادةً ما يتم حصد الساق بطول يصل إلى حوالي 15–20 سنتيمتر وقطر يبلغ حوالي 3–4 سم. وهو يعد هشًا ورطبًا وله نكهة غير قوية، ويتم تحضيره عادةً بتقطيعه إلى شرائح ثم طهيه عن طريق القلي السريع ووضع مكونات أكثر وأقوى تنكيهًا.